# Hiat de la safena interna
En anatomia, l'hiat de la safena interna (o fossa oval femoral o fossa oval de la cuixa) és una obertura ovalada a la part mitjana superior de la fàscia lata de la cuixa. Es troba entre 3 i 4 cm per sota i lateral del tubercle pubià i fa uns 3 cm de llarg i 1,5 cm d'ample.